# Kakkalan, Bozdoğan
Kakkalan là một xã thuộc huyện Bozdoğan, tỉnh Aydın, Thổ Nhĩ Kỳ. Dân số thời điểm năm 2010 là 466 người.